# Alessio Romagnoli
Alessio Romagnoli (ur. 12 stycznia 1995 w Rzymie) – włoski piłkarz, występujący na pozycji obrońcy we włoskim klubie S.S. Lazio. Od roku 2016 reprezentant Włoch. 
W swojej karierze grał także w takich zespołach jak AS Roma, A.C. Milan oraz UC Sampdoria.

## Kariera reprezentacyjna
W reprezentacji Włoch zadebiutował 6 października 2016 w meczu eliminacji do Mistrzostw Świata 2018 z Hiszpanią.